# 1706
Cette page concerne l'année 1706  du calendrier grégorien.
L'année 1706 est une année commune qui commence un vendredi.

## Événements
- 22 - 26 février : le Français Henri-Louis de Chavagnac ravage la colonie anglaise de Saint-Christophe-et-Niévès dans les Antilles[1].

- 8 mars, Éthiopie : début du règne de Takla Haïmanot, négus d’Éthiopie (fin en 1708). Le négus Iyasou le Grand doit abdiquer devant les intrigues de son fils Takla Haïmanot. Il se retire dans un monastère sur une île du lac Tana mais son fils le fait assassiner le 13 octobre[2]. L’Éthiopie sombre dans l’anarchie.
- 15 mars : les Marathes, qui ont envahi le Gujerat, battent les Moghol à Ratanpur, dans le Râjpîpla[3]. Baroda est mise à sac. En mai une armée marathe, qui attaque le camp impérial à Ahmadnagar est repoussée avec difficultés[4].

- 4 avril : capitulation de Niévès attaquée par Pierre LeMoyne d'Iberville[1].
- 23 avril : fondation officielle d’Albuquerque par les Espagnols, aujourd’hui au Nouveau-Mexique[5].

- 27 juin : le 6e dalaï lama Tsangyang Gyatso est déposé. Il aurait été accusé d’imposture et exilé. Invité en Chine, il meurt lors de son voyage le 14 novembre dans la région du lac Kokonor [6]. Les mongols Qoshot, soutenus par l’empereur Kangxi occupent alors le Tibet central. Une guerre civile se développe au Tibet à laquelle mettra fin une intervention chinoise (1720).

- 2 juillet : au Congo, la prêtresse Béatrice (Kimpa Vita), condamnée à mort pour hérésie, est brûlée vive[7].

- 8 juillet : en route pour attaquer les colonies anglaises de Virginie, Caroline et Nouvelle-Angleterre, le Français Pierre LeMoyne d'Iberville meurt sur son bateau au large de La Havane[8].

- Colonie du Cap : révolte de 63 colons contre les méthodes de gouvernement et la corruption du gouverneur Willem Adriaan van der Stel. Ils obtiennent son renvoi en 1707[9]. L'immigration européenne dans la colonie est arrêtée.

### Europe
- Janvier, seconde guerre du Nord : Charles XII de Suède combat en Lituanie l’armée russe commandée par l’écossais Ogilvie ; il passe le Niémen le 26 près de Grodno et fait le blocus de cette ville[10]. Auguste II quitte Grodno pour Varsovie où il est le 5 février[11].
- 13 février : victoire suédoise de Rehnskiöld sur les Russes et les Saxons de Schulenburg lors de la bataille de Fraustadt (Fraustadt-sur-l’Oder)[11].

- 7 avril : les Russes quittent Grodno et se retirent en Volhynie ; les nobles de Lituanie se déclarent pour Stanislas Leszczynski[11].
- 26 avril : début des conférences de Cockpit, près de Whitehall, en vue de l'acte d'Union entre l'Écosse et l'Angleterre[12].

- 29 juillet : Charles XII de Suède repasse la Vistule à Puławy[13].
- 2 septembre : Charles XII de Suède passe l'Oder à Steinau et traverse la Silésie, passe l'Elbe à Meissen le 16 septembre[11] puis conquiert la Saxe et Leipzig qui ouvre ses portes le 20 septembre[10]. Auguste II, alors en Lituanie, est attaqué dans son électorat.

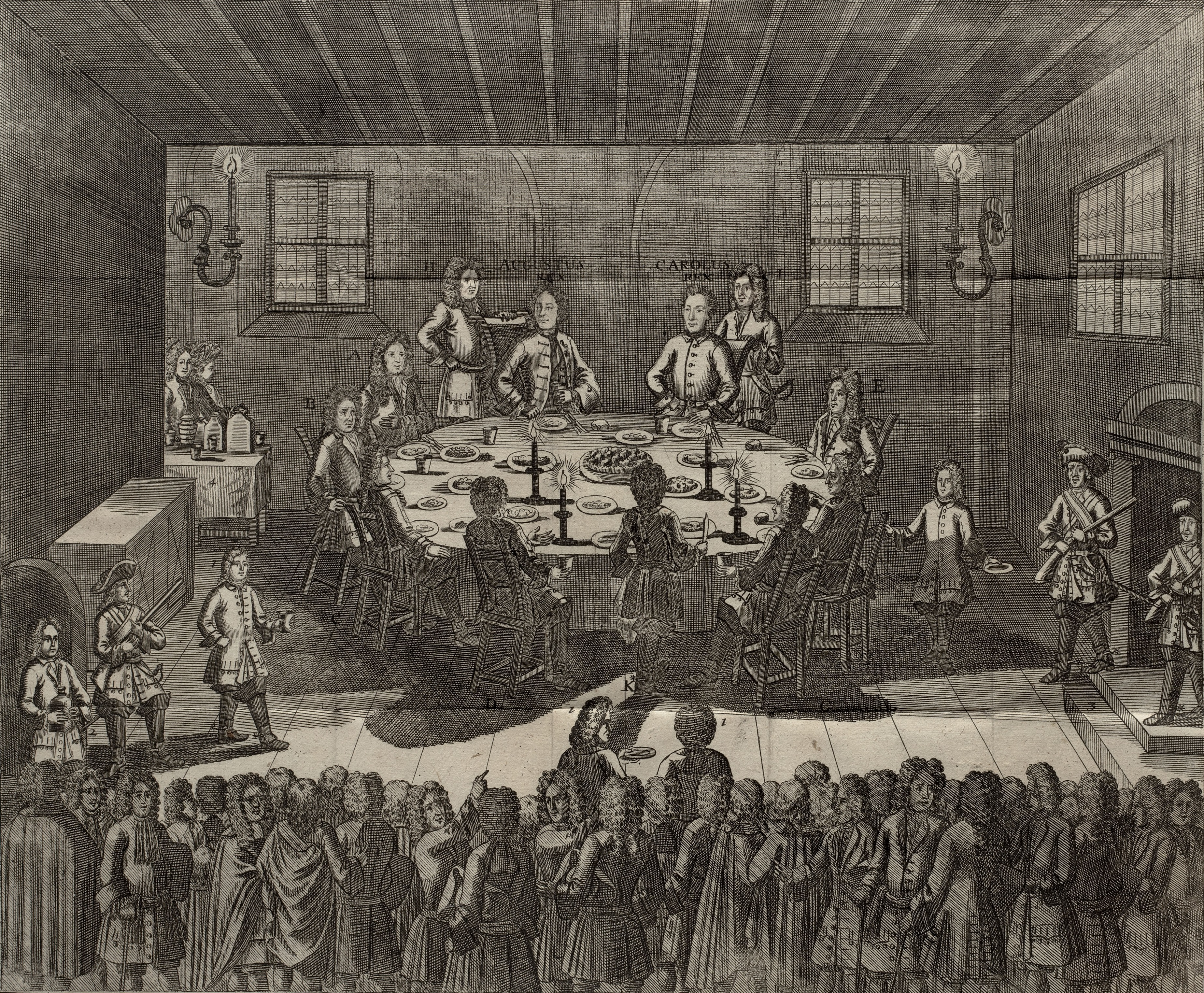
24 septembre : paix d'Altranstädt

- 24 septembre : paix d'Altranstädt entre la Suède et Auguste II de Saxe qui renonce à l’alliance russe et au trône de Pologne. Stanislas Leszczynski est reconnu par les puissances européennes roi de Pologne[11]. Un parti saxon perdure cependant en Pologne. Charles XII, au sommet de son pouvoir, se tourne vers la Russie.

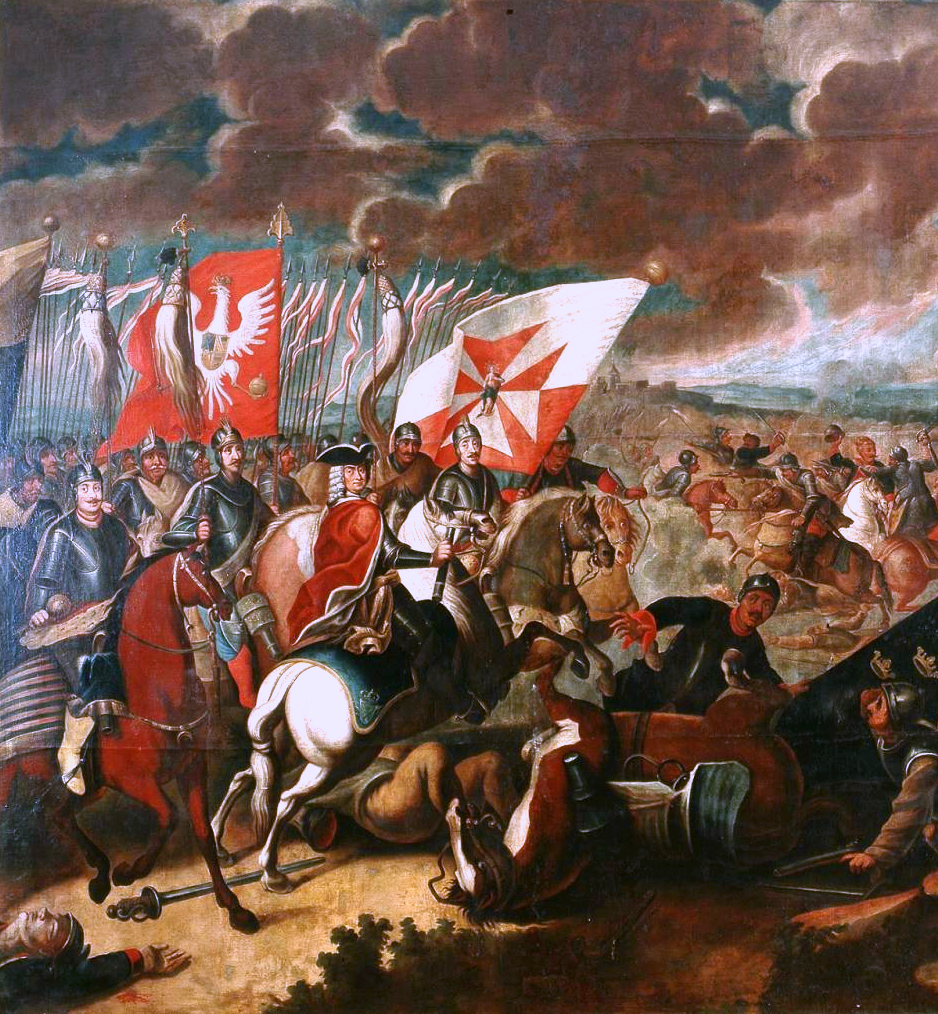
29 octobre : bataille de Kalisz

- 29 octobre : Russes et Saxons battent une armée suédoise près de Kalisz. Auguste II, qui a ratifié le traité d'Altranstädt le 20 octobre, doit cependant s'y soumettre et il abdique du trône de Pologne le 30 novembre[14].

- 9 décembre : début du règne du roi Jean V de Portugal (Joao V) (fin en 1750)[15].

#### Guerre de Succession d'Espagne
- 6 janvier : les Français du duc de Berwick prennent Nice aux États de Savoie après un siège d'un mois[16]. Le château de la ville sera détruit.

- 19 avril : victoire française contre la Savoie à la bataille de Calcinato[16].
- 23 avril : les Anglais parviennent à briser le siège posé par les Français devant Barcelone depuis les derniers mois de 1705[16].
- 29 avril : les électeurs de Bavière et de Cologne, alliés de la France, sont mis au ban de l’empire et dépouillés de leurs états par l’empereur[17].

- 11 mai : Philippe V d'Espagne et le maréchal de Tessé lèvent le siège de Barcelone[16]. La Catalogne est ouverte à « Charles III », fils de Léopold Ier qui, maître de Valence, de l’Aragon, des Baléares, du Milanais et des Pays-Bas est proclamé roi à Madrid (27 juin)[16].

- 14 mai : siège de Turin[16].

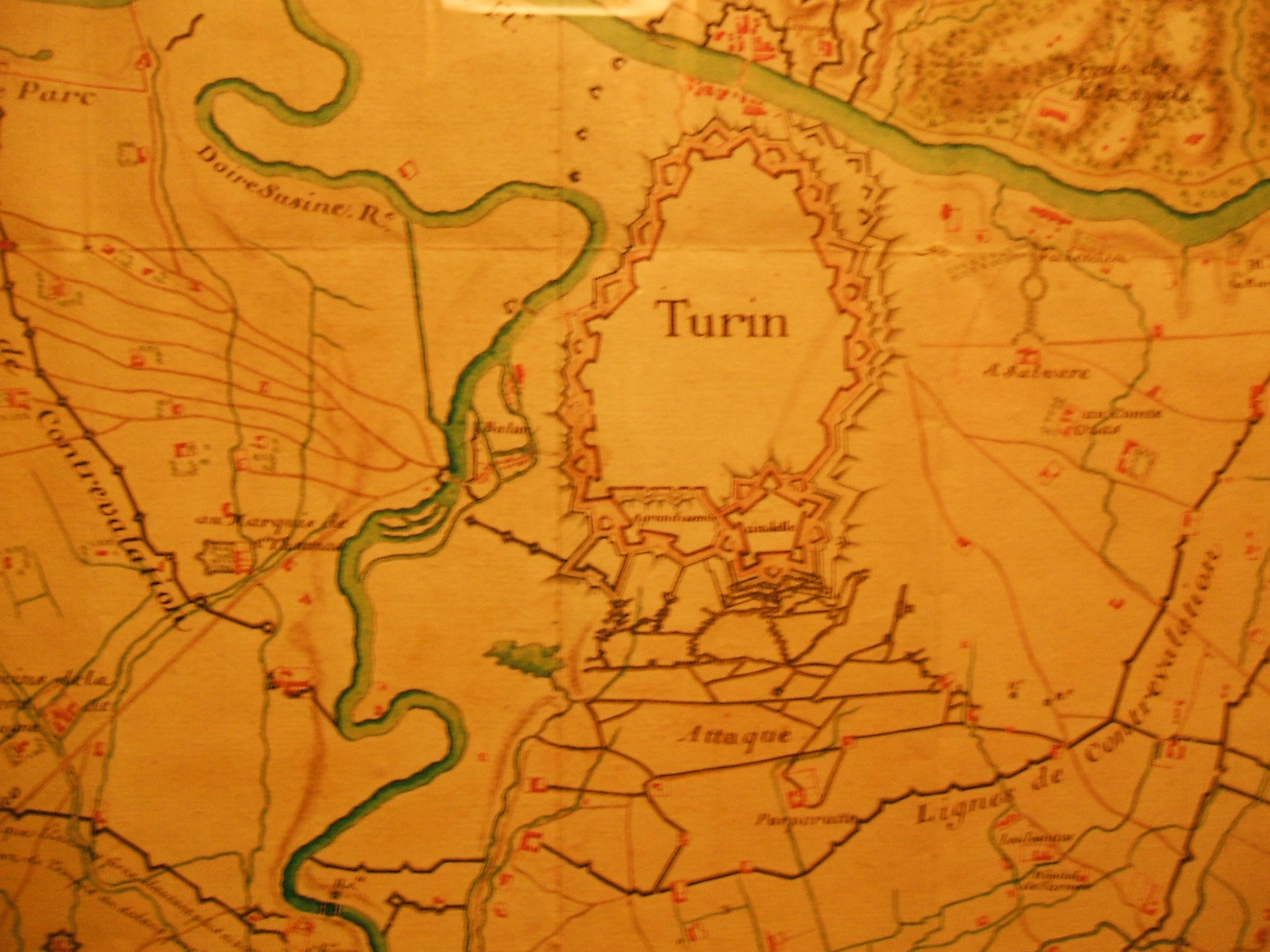
14 mai-7 septembre : siège de Turin.

- 23 mai : déroute française de Villeroy à la bataille de Ramillies. Les Français doivent évacuer la plus grande partie des territoires occupés aux Pays-Bas espagnols, conquis par Marlborough pour le compte de l'archiduc Charles[16]. La tentative d’offensive générale de Louis XIV est brisée.
- 2 juin - 17 octobre : campagne de Claude de Forbin en mer du Nord avec la prise de nombreux vaisseaux britanniques, néerlandais, et hambourgeois[18].
- 7 juillet : Ostende, assiégé par les Anglais depuis le 14 juin, capitule[16].
- 4 août : Berwick, à la faveur d’un soulèvement populaire, déloge les alliés de Madrid puis de Castille[19].
- 5 septembre : reddition de Termonde[16].
- 7 septembre : Eugène de Savoie défait les Français, les Espagnols et les Bavarois au siège de Turin[16]. Dès l'annonce de ce revers, Louis XIV ordonne (trop rapidement) le retrait de ses troupes d'Italie et tente de négocier une paix, sans succès.
- 4 octobre : Marlborough prend Ath[16].
- 20 novembre : Français et Espagnols sont chassés de Modène par les Impériaux[20]. L'Espagne perd ses possessions italiennes.
- 15 décembre : le marquis de Bay prend Alcántara[21].

## Naissances en 1706
- 3 janvier : Johann Caspar Füssli, peintre portraitiste et écrivain suisse († 6 mai 1782).
- 17 janvier : Benjamin Franklin, physicien, philosophe, homme politique et éditeur américain († 17 avril 1790).

- 23 mars : Anna Maria Barbara Abesch, peintre suisse († 15 février 1773).

- 24 avril : Giovanni Battista Martini, musicien italien († 3 août 1784).

- 10 juin : John Dollond, opticien anglais († 30 novembre 1761).

- 4 juillet : Giambettino Cignaroli, peintre italien du baroque tardif (rococo) et du début néoclassique appartenant à l'école vénitienne († 1er décembre 1770).
- 24 juillet : Jean-Joseph Kapeller, peintre, géomètre et architecte français († 29 novembre 1790).

- 1er août : Franz Sebald Unterberger, peintre autrichien († 23 janvier 1776).
- 13 août : Gaetano Lapis : peintre italien de la période baroque tardive († 1er avril 1773).

- 8 septembre : Antoine Favray, peintre français († 9 février 1798).

- 18 novembre : Jean-Frédéric-Alexandre de Wied, prince allemand, comte de Wied-Neuwied († 7 août 1791).

- 17 décembre : Émilie du Châtelet, femme de lettres et scientifique française († 10 septembre 1749).
- 30 décembre : Étienne Moulinneuf, peintre français († 18 avril 1789).

- Vers 1706 :
- Andrea Bernasconi, compositeur italien († 24 janvier 1784).

## Décès en 1706
- ? janvier : Edward Kynaston, comédien anglais (° 1640).
- 3 mars : Johann Pachelbel, compositeur et organiste allemand (° 1er septembre 1653).
- 5 février : Pierre du Cambout de Coislin, cardinal français, évêque d'Orléans (° 14 novembre 1636).
- 23 février : Elias Veiel, théologien protestant allemand (° 20 juillet 1635).
- 2 juillet : Kimpa Vita, prophétesse kongo (° entre 1684 et 1686).
- 10 août : Lorenzo Vaccaro, architecte, orfèvre et peintre italien (° 10 août 1655).
- 1er septembre : Cornelis de Man, peintre néerlandais (° 1er juillet 1621).
- 26 septembre : Onofrio Gabrieli, peintre italien (° 2 avril 1619).
- 28 décembre : Pierre Bayle, philosophe et écrivain français (° 18 novembre 1647).
- 6 octobre : Ambrogio Besozzi, peintre et graveur italien (° 1648).
- 16 novembre : Godfried Schalken, peintre de genre et portraitiste néerlandais (° 1643).
- 9 décembre : Antoine Leblond de Latour, peintre français (° 1635).
- 25 décembre : Nicolas de Plattemontagne, peintre et graveur français (° 19 novembre 1631).
- 31 décembre : François Martin, gouverneur de Pondichéry (° 1634).
- Date précise inconnue :
- Luo Mu, peintre de paysages et calligraphe chinois (° 1622).